# 贾斯廷·劳斯尔
贾斯廷·劳斯尔（英語：Justin Rowsell，1971年12月22日—），澳大利亚男子拳击运动员。他曾代表澳大利亚参加1990年英联邦运动会拳击比赛，获得一枚银牌。他也曾参加1992年夏季奥林匹克运动会。